# Hubert Klausner
Hubert Klausner, född 1 november 1892 i Raibl, död 12 februari 1939 i Wien, var en österrikisk officer och politiker. Han var Gauleiter i Kärnten 1938–1939. År 1938 spelade han en viktig roll vid Anschluss, Tysklands annektering av Österrike.

## Biografi
Klausners far var tjänsteman vid österrikiska finansmyndigheten.
Klausner utnämndes 1933 till ställföreträdande Gauleiter för Kärnten. Samma år förbjöds det nazistiska partiet i Österrike. Trots detta fortsatte Klausner att verka för de nationalsocialistiska idealen; han kom att för sin politiska gärning interneras vid upprepade tillfällen. I början av år 1938 var förberedelserna för Anschluss i full gång, men Josef Leopold, som var Landesleiter för de österrikiska nazisterna, förberedde en statskupp. Detta kom till Hitlers kännedom och Leopold blev avsatt och ersatt med Klausner i februari. Den 12 mars tågade tyska trupper in i Wien och klockan 13.00 höll Klausner ett radiotal, i vilket parollen "Ein Volk, ein Reich, ein Führer" för första gången officiellt uttalades. Dagen därpå, den 13 mars, tog Klausner tillsammans med Ernst Kaltenbrunner, Friedrich Rainer och Odilo Globocnik emot Reichsführer-SS Heinrich Himmler på Wiens flygplats. Klausner inträdde i SS samma dag med graden Oberführer. Den 11 september 1938 befordrades han till Brigadeführer, den lägsta generalsgraden i SS.
Klausner avled i februari 1939 av en stroke, orsakad av en hjärntumör. Vid hans begravning i Klagenfurt närvarade bland andra Adolf Hitler, Rudolf Hess och Reinhard Heydrich.

## Utmärkelser i urval
- Tyska Röda korsets medalj med svärd
- Såradmärket
- Karl-Truppenkreuz
- Kärntnerkreuz